# نادي النهضة (لبنان)
نادي النهضة الرياضي هو نادي كرة قدم سابق، تأسس عام 1926. توّج بأول نسخة من الدوري اللبناني الممتاز 1933–34 والنسخة الأولى من كأس لبنان 1937–38، وهو أول من حقق الثنائية، وذلك موسم 1946–47. في الخمسينيات، تعرّض النادي لضائقة مالية على إثرها أعلن إفلاسه وإنحلاله.

## الإنجازات

### المحليّة
- الدوري اللبناني الممتاز
  - البطل (5): 1933–34، 1941–42، 1942–43، 1946–47، 1948–49
- كأس لبنان
  - البطل (4): 1937–38، 1940–41، 1944–45، 1946–47
  - الوصيف (1): 1942–43